# Waimea (Comtat de Hawaii)
Waimea és una concentració de població designada pel cens dels Estats Units a l'estat de Hawaii. Segons el cens del 2000 tenia 7.028 habitants.

## Demografia
Segons el cens del 2000, Waimea tenia 7.028 habitants, 2.371 habitatges, i 1.782 famílies La densitat de població era de 70,04 habitants per km².
Dels 2.371 habitatges en un 39,0% hi vivien nens de menys de 18 anys, en un 56,6% hi vivien parelles casades, en un 13,2% dones solteres, i en un 24,8% no eren unitats familiars. En el 18,9% dels habitatges hi vivien persones soles el 5,7% de les quals corresponia a persones de 65 anys o més que vivien soles. El nombre mitjà de persones vivint en cada habitatge era de 2,95 i el nombre mitjà de persones que vivien en cada família era de 3,36.
Per edats la població es repartia de la següent manera: un 29,7% tenia menys de 18 anys, un 7,2% entre 18 i 24, un 28,1% entre 25 i 44, un 24,9% de 45 a 64 i un 10,1% 65 anys o més.
L'edat mediana era de 36,5 anys. Per cada 100 dones hi havia 97,36 homes. Per cada 100 dones de 18 o més anys hi havia 93,99 homes.
La renda mediana per habitatge era de 51.150 $ i la renda mediana per família de 55.822 $. Els homes tenien una renda mediana de 36.710 $ mentre que les dones 27.217 $. La renda per capita de la població era de 20.773 $. Aproximadament el 4,2% de les famílies i el 6,0% de la població estaven per davall del llindar de pobresa.

## Poblacions més properes
El següent diagrama mostra les poblacions més properes.